# شهرستان واشینگتن (نبراسکا)
شهرستان واشینگتن، نبراسکا (به انگلیسی: Washington County, Nebraska) یک سکونتگاه مسکونی در ایالات متحده آمریکا است که در نبراسکا واقع شده‌است.

## خصوصیات
شهرستان واشینگتن ۱٬۰۲۰٫۴۶ کیلومترمربع مساحت دارد.